# Valdir Benedito
Valdir Benedito (Araraquara, 1965. október 25. –) brazil válogatott labdarúgó.
A brazil válogatott tagjaként részt vett az 1991-es Copa Americán.

## Statisztika
| Brazil válogatott | Brazil válogatott | Brazil válogatott |
| Időszak           | Mérk.             | gól               |
| ----------------- | ----------------- | ----------------- |
| 1991              | 3                 | 0                 |
| Összesen          | 3                 | 0                 |